# Villabate
Villabate – miejscowość i gmina we Włoszech, w regionie Sycylia, w prowincji Palermo.
Według danych na rok 2004 gminę zamieszkiwały 18 372 osoby, 6124 os./km².